# Hinewai Reserve

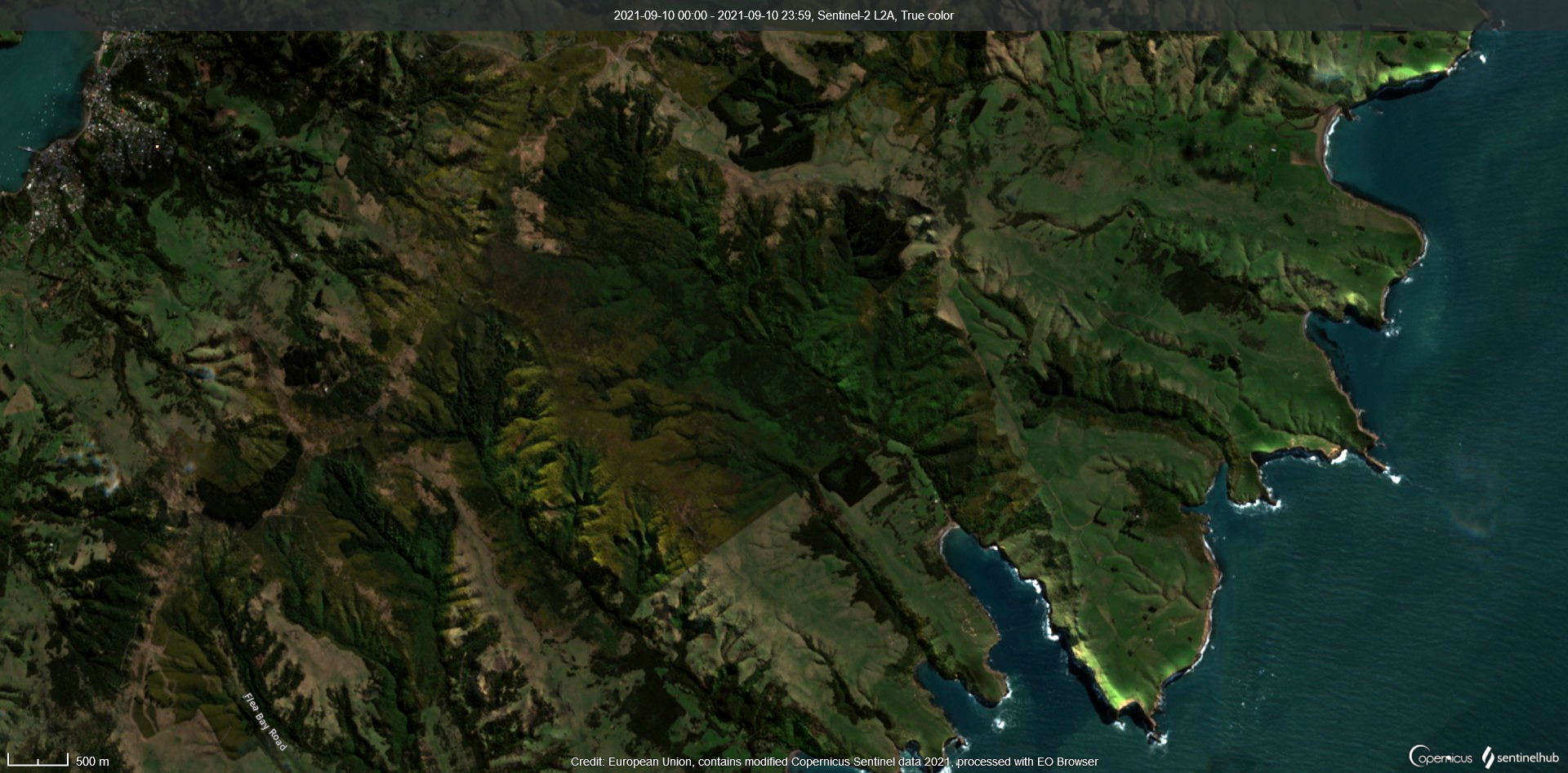
Echtfarben-Satellitenaufnahme der ESA, das Hinewai Reserve in dunkelgrün begrenzt

Die Hinewai Reserve ist ein privates Naturschutzgebiet auf der Banks-Halbinsel in Neuseeland.

## Beschreibung
Die Hinewai Reserve begann mit einer 109 ha großen landwirtschaftlichen Fläche, die von der Maurice White Native Forest Trust im September 1987 gekauft wurde.
Sie ist inzwischen auf 1230 ha angewachsen, mit Stechginster und regeneriertem einheimischem Busch.
Das Gebiet war in vor-menschlicher Zeit komplett bewaldet.
Mit der europäischen Besiedelung wurde jedoch – wie auch auf der ganzen Banks-Halbinsel – die Bewaldung empfindlich reduziert.
Die Rücktransformation von offenem Grasland und Ginster zu heimischer Vegetation erfolgte in sehr kurzer Zeit.
Das Naturschutzgebiet beinhaltet 20 öffentliche Fußwege und gehört zum Teil zum Banks Peninsula Track.
Das Naturschutzgebiet wird für den Trust vom Botaniker Hugh Wilson verwaltet.
Er schreibt und illustriert von Hand einen Newsletter über das Naturschutzgebiet, Pīpipi, der mehrere Male pro Jahr vom Trust herausgegeben wird.
Ein Drittel des Naturschutzgebiets brannte am 13. Juli 2011 wahrscheinlich durch einen Blitzschlag ab.
6 Jahre später berichtet der Hinewai Newsletter, dass von dem Brand fast keine Spuren mehr sichtbar sind.
Der Ginster wuchs nach, aber ebenso die einheimischen Büsche und Bäume.

## Literatur

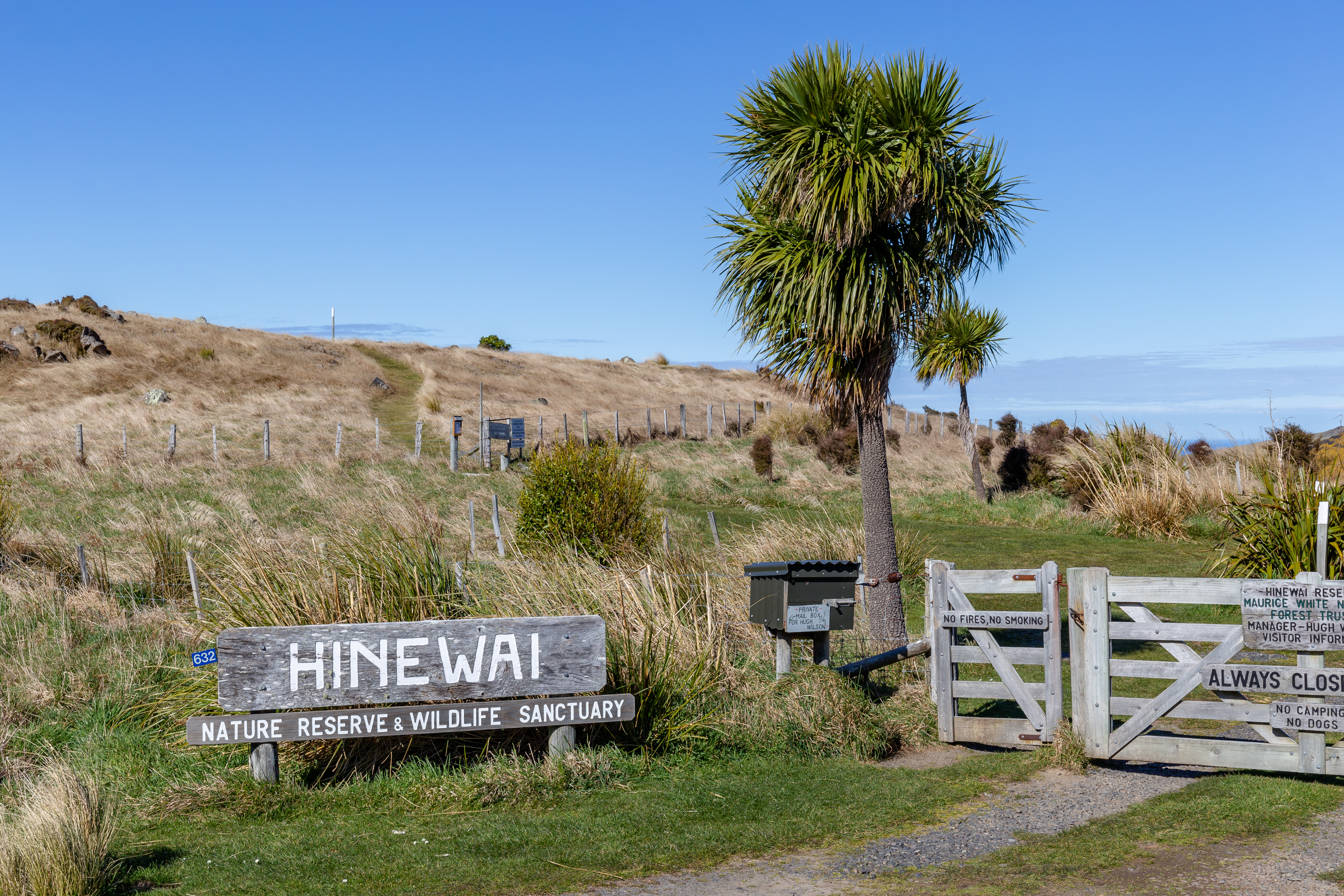
Hinewai Reserve-Schild am Haupteingang